# William Hamilton (ciclista)
William E. H. Hamilton (nascido em 1930) é um ciclista canadense que competia em provas de ciclismo de pista. Ele representou o Canadá nos Jogos Olímpicos de Verão de 1948, em Londres.